# Босанкет, Элен
Элен Денди Босанкет (англ. Helen Dendy Bosanquet; 1860—1925) — английский педагог, автор трудов, жена (с 1895) известного философа Бернарда Босанкета, детей нет. Отец священник Джон Денди, обучалась на дому под присмотром гувернантки. После училась в Ньюнэм-колледже (Кембридж). Являлась членом Королевской комиссии по законам о бедных (1905—1909) вместе с Беатрисой Вебб; занималась благотворительностью. Автор статей о социальных проблемах общества.

## Основные произведения
- «Аспекты социальных проблем» (Aspects of the Social Problem, 1895);
- «Богатство и бедность» (Rich and Poor, 1896);
- «Стандарт жизни и другие исследования» (The Standard of Life and other studies, 1898);
- «Сила народа: исследование в области социальной экономики» (The Strength of the People : A Study in Social Economics, 1903);
- «Семья» (The Family, 1906);
- «Права нищих 1909 и социальные работы в Лондоне 1986 - 1912» (The Poor Law Report of 1909 and Social Work in London 1869 - 1912, 1914).